# Miskindja
Miskindja (en russe : Мискинджа ; en lezguien : Мискичка) est un aoul du Daghestan en fédération de Russie qui abrite une population d'ethnie lezguienne de 3 522 habitants (en 2010) qui a la particularité d'être chiite, alors que les Lezguiens sont ordinairement sunnites. Ce village appartient au raïon (district) de Dokouzpara.

## Géographie
Miskindja se trouve au bord du fleuve Samour au pied du mont Chalbouz-Dag à 12 kilomètres à l'est d'Akhty et à 70 kilomètres au sud-ouest de la gare ferroviaire de Belidji.

## Histoire
Miskindja, comme d'autres villages lezguiens, possède une histoire ancienne. Un manuscrit arabe découvert ici en août 2009 par le professeur Amri Chikhsaïdov fait remonter l'origine de l'aoul au début du VIe siècle, vers 520, par les Sassanides qui font construire une petite forteresse sur les hauteurs du village avec cinq tours pour surveiller les alentours. Près de neuf cents petites maisons descendent jusqu'au fleuve. Les habitants adoptent l'islam un siècle plus tard en l'an 632, ce qui en ferait historiquement le premier village musulman du Daguestan. La mosquée du village voisin de Karakuré possède un manuscrit du XIe siècle qui fait mention de Miskindja et d'autres villages qui se sont soulevés contre le pouvoir perse et les Khazars entre les VI et VIIIe siècles. D'autres manuscrits évoquent diverses batailles qui se sont déroulées dans les environs.
Le village possédait une médersa au moins à partir du XVe siècle. Quelques mosquées médiévales avec de lourdes portes de chêne et des ornements arabes sont visibles. Elles sont du même genre que celles d'autres villages du raïon de Dokouzpara.
Après la chute de la forteresse de Guerguebil en 1848, Chamil commence la guérilla contre les Russes dans les hauteurs de la vallée du Samour. Danial-Bek attaque le 25 septembre la redoute d'Akhty tenue par les Russes. Sept mille combattants avec Hadji Mourad et d'autres se tiennent à Miskindja pour barrer la route vers Akhty. Ils s'affrontent à sept cents soldats russes qui finalement les délogent par la suite des vallées environnantes. Trois cents combattants montagnards sont tués, ainsi que cent cinquante-six soldats russes. Chamil se replie dans les montagnes.

## Source
- (ru) Cet article est partiellement ou en totalité issu de l’article de Wikipédia en russe intitulé « Мискинджа » (voir la liste des auteurs).